# Enrico Peretti
Enrico Peretti est un patineur de vitesse sur piste courte italien.

## Biographie
Aux épreuves de Patinage de vitesse sur piste courte aux Jeux olympiques de 1988, il arrive en deuxième place du relais masculin avec son frère Roberto Peretti, Orazio Fagone et Hugo Herrnhof.

## Palmarès
- 1987 :  Championnats du monde, Montréal : relais 5 000 m
- 1988 :  Championnats du monde, Saint-Louis : relais 5 000 m
- 1988 :  Jeux olympiques, Calgary : relais 5 000 m